# Специјална болница за плућне болести Сурдулицa
Специјална болница за плућне болести у Сурдулици, позната и као Санаторијум, изграђена је 1924. године. Њен оснивач био је краљ Александар Карађорђевић, а намењена је за рехабилитацију оболелих учесника Балканских и Првог светског рата. Данас се у њој лече особе са хроничним опструктивним болестима.

## Изглед
Санаторијум је од тренутка полагања камена темељца 1922. године постао незаобилазни део сурдуличке баштине. Због изузетно чврсте грађе, и данас је већина павиљона сачувала изворни облик, али је болница претрпела највеће пропадање током НАТО бомбардовања. 
Готово сви објекти овог комплекса имали су правоугаоне основе, са приземљем зиданим у камену и дрвеним тремом по дужој страни грађевине. Чврсте и монолитне композиције оживљене су ритмом облика који вуку корене из балканске и фолклорне традиције. Сведеност на основне архитектонске елементе, лук, трем и кров, једно је од основних обележја које не дозвољава утисак монотоности на фасадама. Фасаде на свим објектима су различито компоноване, поседују различите визуре и окренуте су ка велелпном простраснтву парка од око 14 хектара четинарске шуме, са отвореним базеном, фонтанама са рибицама и тениским теренима, чинећи складну и динамичку просторну целину. Ова болница има посебну споменичку, историјску и амбијенталну вредност и једно је од најлепших места Сурдулице. 
Током НАТО бомбардовања до темеља су срушени Старачки дом, до тада Дом за расељена лица и Митићев павиљон, који је међу првима подигнут. Данас су ова два објекта поново изграђена у модернијем руху.